# هانس گریدر
هانس گریدر (آلمانی: Hans Grieder; ۱۲ نوامبر ۱۹۰۱ – ۱ ژانویهٔ ۱۹۷۳) ژیمناست هنری اهل سوئیس بود.
از افتخارات وی میتوان به کسب مدال طلا بخش تیمی در بازی‌های المپیک تابستانی ۱۹۲۸ و مدال برنز در بازی‌های المپیک تابستانی ۱۹۲۴ اشاره کرد.